# Aeroportul Internațional Nanjing Lukou
Aeroportul Internațional Nanjing Lukou (IATA: NKG, ICAO: ZSNJ) este un aeroport din Lukou Subdistrict⁠(d), Jiangning District⁠(d), Nanjing, Jiangsu, Republica Populară Chineză ce deservește zona Nanjing. Aeroportul a fost tranzitat în 2023 de 27.340.469 de pasageri. A fost deschis în 1997 și numit după zona deservită.
Situat la o altitudine de 15 m, aeroportul dispune de 2 piste.

## Infrastructură

### Piste
Aeroportul dispune de 2 piste. Pista 06/24 are suprafața de asfalt și dimensiunile 3.600 m × 45 m. Pista 07/25 are suprafața de beton și dimensiunile 3.600 m × 60 m. 